# Korthalsia rostrata
Korthalsia rostrata är en enhjärtbladig växtart som beskrevs av Carl Ludwig von Blume. Korthalsia rostrata ingår i släktet Korthalsia och familjen Arecaceae. Inga underarter finns listade i Catalogue of Life.